# Ismail Mire

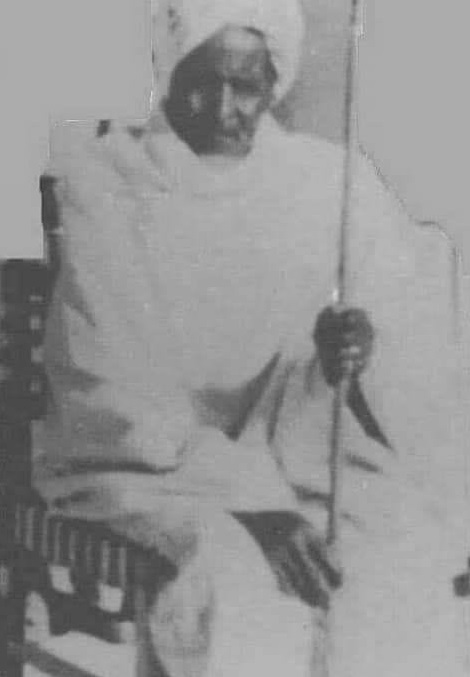
Ismail Mire

Ismail Mire Elmi (Lasadar, 1862 - Ogaden, 1950) was een Somalische dichter en militair. Hij diende als commandant in het Derwisj-koninkrijk van koning Diiriye Guure.

## Biografie
Ismail Mire leefde een nomadisch bestaan voordat hij zich aansloot bij Mohammed Abdullah Hassan, de leider van de Derwisjstaat. In 1910 viel hij met zijn cavalerie de stad Berbera aan, het administratieve centrum van de Britten in Somalië. Deze gedurfde aanval maakte grote indruk op de bevolking van de stad en was voor de Derwisjstaat een belangrijke psychologische overwinning. In 1913 leidde hij bij Dul Madoba de Derwisj-troepen naar de overwinning op een Brits leger, waarbij de Britse commandant Richard Corfield sneuvelde. Om Mohammed Abdullah Hassan op de hoogte te brengen van de veldslag, zond hij hem een gedicht waarin hij de overwinning bezong.
Mire gebruikte zijn talent als dichter om de bevolking middels zijn gedichten te inspireren voor de Jihad tegen de koloniale mogendheden. Toen zijn echtgenote klaagde dat hij zo veel afwezig was, schreef hij een gedicht waarin hij aangaf dat de strijd voor zijn land en geloof belangrijker waren dan familie en een rustig leven. Overigens reageerden zijn Somalische tegenstanders eveneens met gedichten waarin ze Mire en zijn strijd bekritiseerden.
In 1920 werd de Derwisjstaat definitief door de Britten verslagen toen de Royal Air Force de hoofdstad Taleh en enkele andere belangrijke plaatsen bombardeerde. Afgezien van zijn echtgenote, kwam de gehele familie van Ismail Mire om het leven. Na de nederlaag trokken hij en zijn vrouw zich terug als nomaden in het noorden van Somalië. Daar bleef hij met zijn gedichten de nieuwe machthebbers bekritiseren. In 1936 werd een goede vriend van hem vermoord, wat hem aanzette tot het schrijven van gedichten over deze gebeurtenis. Toen de zoon van de vermoorde man in 1946 wraak nam op een van de daders, werd Ismail Mire gearresteerd wegens het oproepen tot geweld in zijn gedichten. Na zijn vrijlating leefde hij weer als nomade; rond 1950 overleed hij in de regio Ogaden.

## Legende
Het vliegveld Ismail Mire International Airport is naar hem genoemd.